# Morphopsis ula
Morphopsis ula är en fjärilsart som beskrevs av Rothschild och Jordan 1905. Morphopsis ula ingår i släktet Morphopsis och familjen praktfjärilar. Inga underarter finns listade i Catalogue of Life.